# بكالوريوس الدراسات الآسيوية
برنامج البكالوريوس في الدراسات الآسيوية (Bachelor of Asian Studies) هو برنامج دراسي يؤهل للحصول على درجة البكالوريوس في الدراسات الآسيوية. الخطة الدراسية لدرجة البكالوريوس تتضمن ثلاث إلى أربع سنوات.
تشترط خطة برنامج البكالوريوس للدراسات الآسيوية على الطالب أن يقوم بدراسة إحدى اللغات الآسيوية بشكلٍ مُتعمِّق، مثل اللغة العربية، اللغة الصينية، اللغة الهندية، اللغة الإندونيسية، اللغة اليابانية، اللغة الكورية، اللغة التايلندية، لغة لاو، اللغة الأردية، اللغة الفارسية أو اللغة الفيتنامية.
يحصل خرّيجو درجة البكالوريوس على المعرفة الأساسية حول قطاع واحد أو أكثر من القطاعات الآسيوية مثل التاريخ الآسيوي، العلوم السياسية والعلاقات الدولية الآسيوية و/أو الديانات الشرقية. كما يمكن أن يُطلب منهم دراسة إحدى الحضارات الآسيوية بشكلٍ متقدم أكثر.